# Triangle d'Energia
El Triangle d'Energia és un pla d'extracció de gas natural entre els tres països aliats; Xipre, Israel i Grècia. Els tres països van acordar utilitzar els camps de gas Tamar, Leviathan i Afrodita; que es van trobar en 2009, 2010 i 2011, respectivament. Aproximadament 40 bilions de peus cúbics (tcf) de gas natural es van trobar entre Xipre i Israel, donant a ambdós països un avantatge al comerç dins de la regió. Europa requereix 19 tcf de gas natural l'any i el govern xipriota considera que la seva Zona Econòmica Exclusiva (EEZ) te 60 tcf. Xipre va perseguir aquesta opció econòmicament beneficiosa per al Triangle de l'Energia per proporcionar energia a la Unió Europea.

## Terme

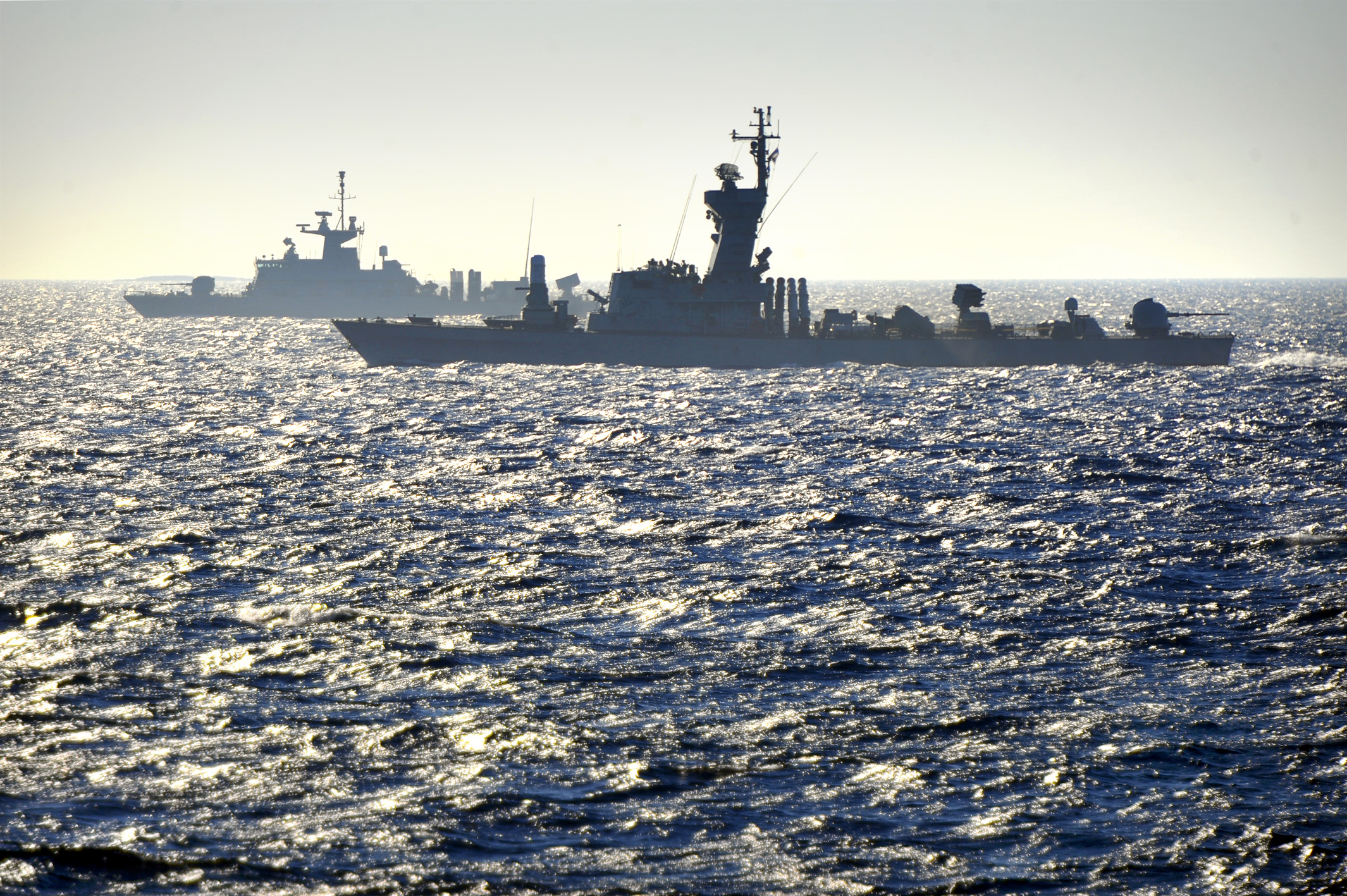
Forces navals gregues i israelianes en un simulacre conjunt realitzat a la zona.

El terme "Triangle d'Energia" va sortir a la llum per primera vegada per l'Associació Empresarial Xipriota-Israeliana a Nicòsia, Xipre el 2010. A partir de l'establiment conjunt de la Zona Econòmica Exclusiva entre Xipre i Israel, es va marcar el començament d'una major col·laboració entre els dos països veïns de la Mediterrània. Tots dos països van acordar una extracció conjunta de gas natural per part de l'empresa nord-americana Noble Energy per reduir la càrrega financera d'extracció. Grècia es va afegir a Israel i Xipre en el pla per exportar gas natural a Europa per al 2015 a través d'una central elèctrica propera a Limassol el 2011. L'evidència de gas natural era creixent donada l'existència de petroli a la conca del Mar de Llevant. Mentrestant, Noble Energy, va estar treballant a en el jaciment Leviathan des del seu descobriment el 2010, fins que a principis de 2017 es va començar a perforar. Diversos factors apunten a l'existència de reserves de petroli i gas, com ara el descobriment del gas natural termogènic, els sistemes d'hidrocarburs actius, i la identificació de 14 jaciments d'hidrocarburs a la zona d'exclusivitat xipriota com a mínim. Segons Constantinos Hadjistassou, acadèmic a la Universitat de Nicosia, el petroli es podria extreure en un període més curt que el gas natural, a Xipre.

## Volum del jaciment de gas
Es calcula que la reserva de gas té uns 122 bilions de peus cúbics de recursos desconeguts al Mar de Llevant. Després de perforar cap pou i localitzar cap àrea de perforació objectiu, Total va renunciar al Bloc 10 de Xipre sense reserves i, al març de 2015, va signar per continuar explorant el Bloc 11 també de Xipre fins al febrer de 2016. Noble Energy i Delek son el grup d'empreses més competitives de licitació per llicències d'exploració offshore a Xipre i Israel. Les dues companyies, juntament amb altres exploradors, han descobert que s'han reportat 26 trilions de peus cúbics de gas als camps Leviathan i Tamar per valor de 200.000 milions d'euros a preus actuals. Això és suficient per subministrar les necessitats d'Israel durant 150 anys i Xipre durant 200 anys. L'agost de 2015, a l'EEZ d'Egipte, situat a només 6 km del bloc 11 de Xipre, Eni va descobrir que el camp de Zohr arribaria a 30 tcf de gas natural a la concessió de Shorouk.
La llicència per a blocs ha estat accelerada per les eleccions presidencials xipriotes que arriben el 2018, amb un enfocament específic en els blocs 10 i 11. Es preveu que els costos de perforació sigui d'uns 80 milions d'euros. S'ha de trobar finançament per dur a terme aquest projecte i seguir la perforació abans de poder finalitzar els plans de perforació. La profunditat de la columna d'aigua té una importància cabdal per als enginyers que treballen en el projecte, ja que la maquinària perforadora ha d'assolir els 7.500 metres sota l'aigua.

## Exportant Gas Natural

Zona econòmica exclusiva entre Israel i Xipre tal qual es va signar a Nicosia

Els ministres d'energia de Xipre i Israel van anunciar el 2011 va que els seus països exportarien alguns part del seu gas, i estudiarien plans per embacar gas natural liquat, o LNG.
Els mitjans de comunicació xipriotes van informar que el país podria rebre gas natural d'Israel a principis de 2015 a preus reduïts, tal com s'havien pactat els acords de subministrament abans del 2012. Aquest pla especificava que Xipre importaria per vaixell suficient gas natural per alimentar la seva planta Vassilikos de 450-megawatt de força.
Els gasos naturals comencen a esgotar-se a Noruega i, les úniques fonts de gas procedeixen de Rússia, Qatar i Algèria. Aquests països no es troben en una situació política estable i, la Unió Europea prefereix no treballar amb ells. Per aquest motiu la UE està buscant alternatives, com les del Triangle de l'Energia que es jutgen com a positives. S'estan realitzant deliberacions sobre l'exportació de gas natural a través d'un oleoducte proposat que comprèn un ramal per l'israelià Tamar, el Leviatan i el xipriota Bloc 12 de Xipre. Gazprom s'ha compromès a proporcionar una terminal de Gas Natural Liquat (GNL) flotant per convertir gas israelià i xipriota per la seva exportació. Una conducció de GNL que connectés Xipre amb Creta, i, finalment, una conducció de GNL de Creta amb la Grècia continental, que arribaria a Itàlia i Bulgària, i finalment a la resta d'Europa. Dins octubre, 2015, el ministre d'energia de Xipre, Giorgos Lakkotrypis, i el ministre d'Egipte de Petroli, Tarek El Molla, van discutir acords bilaterals sobre la cooperació al petroli i el gas.
El 19 d'octubre de 2015, president rus Vladimir Putin i el primer ministre israelià Benjamin Netanyahu van acordar per permetre donar importants concessions per Gazprom per desenvolupar les reserves del Leviathan.

### Intercanvis amb Egipte
Des del 2016, es va endegar una discussió sobre l'intercanvi d'energia privada entre Egipte, Xipre i Israel, a causa principalment de la crisi energètica amb que Egipte s'havia enfrontat anteriorment. Quan el camp Zohr es va trobar a prop d'Egipte el 2015, els tres països van començar a considerar els plans d'exportació i transport entre tres dels seus camps de gas. No obstant això, el Govern provisional provisional egipci va cancel·lar un contracte d'intercanvi energètic de vint anys amb Israel el 2012. Els Germans Musulmans havien criticat Egipte per haver participat prèviament en relacions d'energia amb Israel, i van afirmar que la suspensió es va deure a l'intercanvi israelià el 2010. Mentre que aquestes exportacions a Egipte podien ser políticament inconvenients, tenint en compte l'estat de relacions entre l'Estat Egipci i l'Israelià, Egipte valorava això com una necessitat potencial, ja que havia patit atacs repetits contra el seu gasoducte a Jordània.

### Relacions amb Turquia i discussions sobre el gasoducte
Tot i que Turquia i Xipre han estat lluitant per terra sobre el Problema de Xipre des de 1974, això no ha estat obstacle perquè Turquia es volgués beneficiar dels recents descobriments de gas i esdevenir així un centre de distribució energètica.
L'incident al Mavi Marmara del 2010 va impulsar els conflictes àrab-israelians, trencant l'única aliança local que Israel tenia amb Turquia. Turquia no tornaria a confirmar aquella aliança fins que s'aixequés el bloqueig a Gaza. Aquestes demandes van fer que Israel no estigués interessat a explorar altres relacions amb el país, fins a juny de 2016, quan les normes diplomàtiques es van normalitzar pels interessos comuns d'aconseguir un gasoducte per on exportar gas al mercat europeu.
Mentre Turquia es va aïllar lentament dels països veïns entre 2010 i 2016, Grècia i Xipre es beneficiaven econòmicament d'aquesta nova tensió entre Turquia i Israel. L'aliança entre Xipre i Israel anteriorment havia estat una idea política impopular basada en les similituds del problema xipriota i el conflicte palestino-israelià. Quan Turquia va trencar amb Israel, va ajudar a enfortir l'aliança i la idea del Triangle d'Energia.
El gasoducte anteriorment esmentat es veurà obstaculitzat per la problemàtica present de Xipre i les relacions entre Turquia i l'estat xipriota. El ministre d'Energia turc, Taner Yildiz, va esmentar, tanmateix, que es podria trobar una solució al problema de Xipre si es signés un acord de cooperació energètica entre els dos països, el 2011.

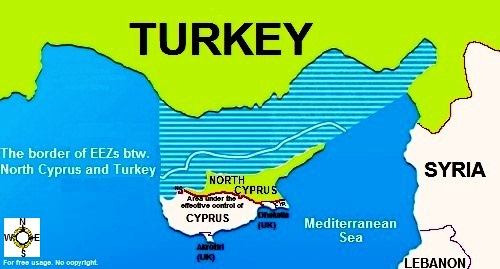
La Frontera de la Zona d'Exclusivitat Econòmica entre el Nord de Xipre i Turquia

Pensant estratègicament, la canalització del gas a través de Turquia oferiria uns 15 milions d'euros més altres opcions, i una major rendibilitat, ja que la inversió inicial i els costos de transport també serien més baixos. El període per construir la infraestructura seria el més curt en comparació d'altres opcions.
No obstant això, el poble xipriota no està a favor d'aquesta opció, ja que Turquia ha estat considerada poc fiable des dels anys 70. Després d'un comunicat de l'anomenat "president" de l'estat titella il·legal de la "República turca de Xipre del Nord", Dervis Eroglu, que Xipre s'havia compromès amb una construcció de una canonada xipriota-turca, els xipriotes van reaccionar amb la demanda d'abdicació presidencial. A més, Turquia ha tingut nombroses incursions a la Zona d'Exclusivitat Econòmica de Xipre i va col·locar un vaixell prop de la zona d'exclusivitat italiana, fent la confiança entre països mediterranis es reduís.

## Memoràndum tripartit de l'energia
El 8 d'agost de 2013, Grècia, Israel i Xipre van signar el memoràndum tripartit d'entesa sobre l'energia després de completar un any de negociació a Nicòsia. Es van celebrar negociacions entre el ministre d'Energia i Recursos Hídrics d'Israel, Silvan Shalom, el ministre xipriota d'Agricultura, Recursos Naturals i Medi Ambient, Nicos Kouyialis, i el ministre grec de Medi Ambient, Energia i canvi climàtic, George Lakkotrypis. Es preveu que l'Interconnector EuroAsia de 2000 mega-wats és aixequi l'aïllament de Xipre i Israel de l'aïllament d'energia a través d'una electricitat més barata a l'empara de George Lakkotrypis. Silvan Shalom va anunciar que l'acord era "històric" i va insistir que demostraria les poderoses relacions entre els tres països, afegint que el conducte elèctric es convertiria en un conducció que exportarà electricitat al mercat energètic europeu. El primer ministre grec, Antonis Samaras, va proclamar el 8 d'agost de 2013 que Israel té un paper cabdal a l'hora d'oferir a Europa recursos energètics i donava suport a que es pogués convertir en un eix de distribució energetica. La seva declaració a la Casa Blanca es va produir unes hores després de la signatura d'un acord de 800 milions d'euros per instal·lar el cable d'interconnexió EuroAsia connectant la xarxa elèctrica de tres països.